# كرمة بني سعيد
كرمة بني سعيد (أختصارا: الكرمة) هي مدينة عراقية وناحية ريفية في قضاء سوق الشيوخ في محافظة ذي قار جنوب العراق، مساحتها 762 كيلومتراً مربعاً، عدد سكانها بنحو 75 الف نسمة حسب تقديرات عام 2014، مساحتها 474كم2.

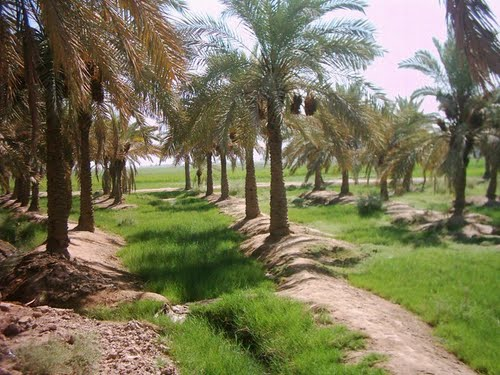
النخيل في كرمة بني سعيد

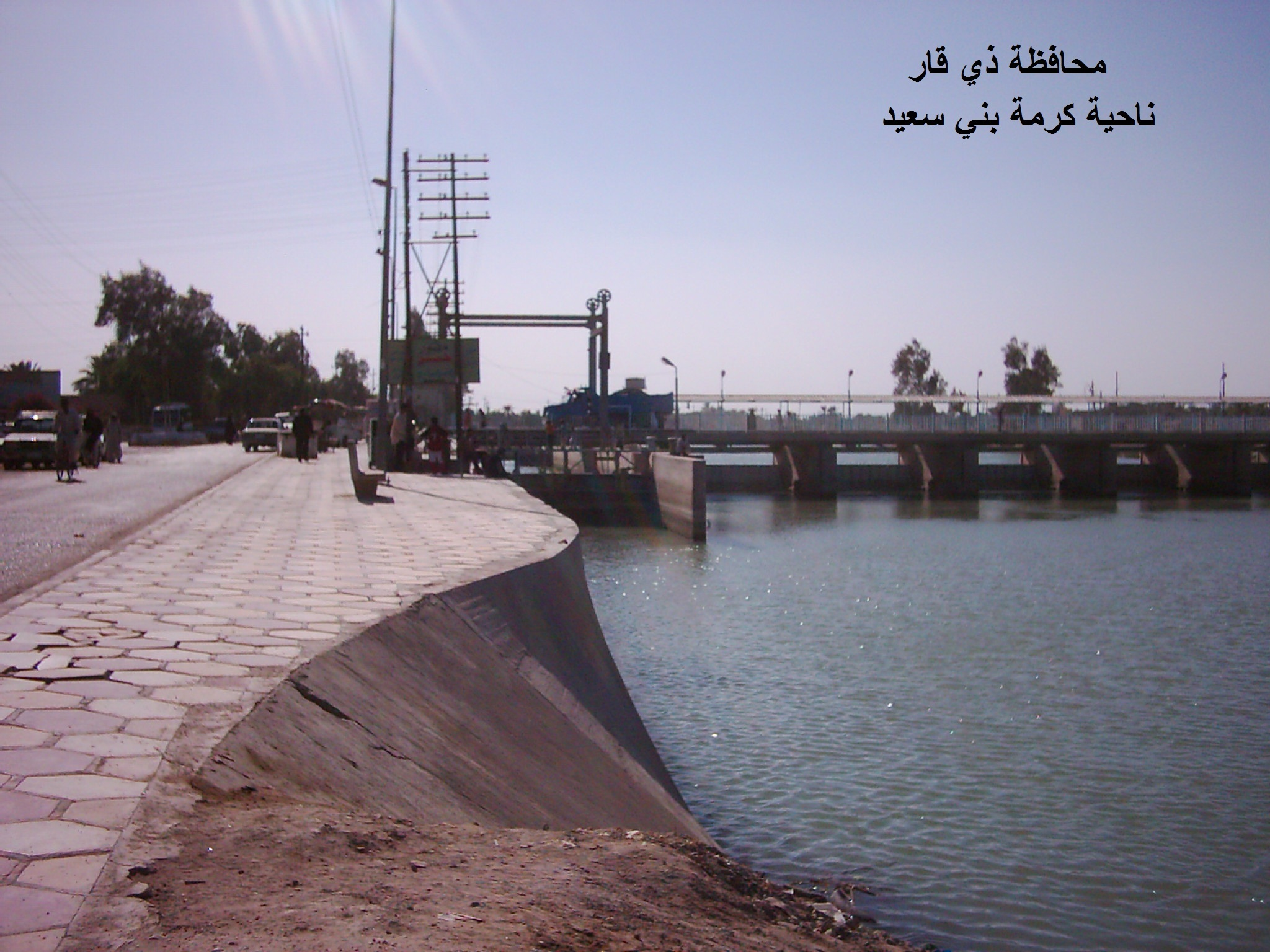
جسر كرمة بني سعيد

## سكانها
كان عدد سكان الناحية 25836 ساكناً سنة 1997م، ثم أصبحوا 49499 ساكناً سنة 2007، ويقدر عدد سكانها باكثر 75 الف نسمة تغفو تلك الناحية على نهر الفرات في مسيرته نحو المصب الذي يقسم الناحية إلى قسمين الشمالي (الجانب الأيسر) ويسمى (عشيرة بني سعيد) بينما الجنوبي (الجانب الأيمن) ويطلق على تسميته (قرية المؤمنين) أو مركز الناحية.[بحاجة لمصدر] تحيط الناحية قرى لا تبتعد كثيرا أهمها الكرماشية والقبس جنوبا بينما تحدها ناحية الطار شرقا. تمتاز الناحية بالخضرة والجو المعتدل ولايبعدها عن سوق الشيوخ الا مسافة تقدر بخمسة كيلومترات تقريبا. من أهالي كرمة بني سعيد الشاعر العراقي مصطفى جمال الدين والشاعر وحيد خيون.
بشكل فاعل وحيوي في انتفاضة اذار-شعبان عام 1991 ضد حكومة الرئيس صدام حسين. بعد فشل الانتفاضة ودخول الجيش اضطر بعضهم إلى الهجرة نحو مركز المحافظة الناصرية بينما استقر البعض الآخر في أوروبا وأمريكا وكندا.

## قرى ناحية كرمة بني سعيد
| القرية           | عدد عوائلها سنة 2009 |
| البو حمدان       | 47                   |
| أم الودع         | 101                  |
| الرميلة          | 48                   |
| الخويسة          | 191                  |
| ألبو جميل        | 25                   |
| العمية           | 115                  |
| ألبو جاسم        | 211                  |
| الشحلاوية        | 50                   |
| آل مزيعل         | 48                   |
| مشريجة آل مريهيج | 105                  |
| خر جاسم          | 119                  |
| المجرية          | 208                  |
| الشواوشة         | 77                   |
| آل عكل           |                      |
| الغربافية        | 214                  |
| آل شنان          | 251                  |
| الكرية           | 222                  |